# Team Hawaii
Team Hawaii fue un equipo de fútbol con sede en Honolulu que jugó en la NASL durante la temporada 1977. Su campo de juego era el Aloha Stadium.

## Historia
Después de dos años sin éxito como San Antonio Thunder, la franquicia se mudó a Hawái a tiempo para la campaña NASL de 1977.
El club fue originalmente entrenado por Hubert Vogelsinger, pero después de que enfermara a mitad de año, Charlie Mitchell asumió el cargo y se desempeñó como jugador-entrenador durante el resto de la campaña.
En el campo, tuvo un récord de 11-15 (victorias, derrotas) y no logró clasificar a los playoffs; en la taquilla, nunca estuvo cerca de llenar su estadio de 50000 asientos. Lo más destacado fue una multitud de 12877 al partido contra el New York Cosmos en abril, pero ninguno de sus otros doce juegos en casa atrajo ni la mitad de eso y lograron solo 4543 por juego.
Al estar a miles de kilómetros de sus oponentes, viajar se convirtió en un problema importante, ya que realizaban viajes por carretera de cuatro o cinco juegos al continente, mientras que los equipos visitantes generalmente coordinaban el juego en Hawái con juegos contra equipos de la costa oeste.
Con la escasa asistencia y los altos costos de viaje, el club perdió un estimado de 500000 a 1 millón de dólares. Después de la especulación de que la franquicia se mudaría a Milwaukee, Atlanta o Houston, se mudó oficialmente a Tulsa el 14 de noviembre para convertirse en Tulsa Roughnecks.

## Estadísticas
| \| Temporada \| PJ \| PG \| PE \| PP \| GF \| GC \| DIF \| PTS \| Posición \| Postemporada \| \| --------- \| -- \| -- \| -- \| -- \| -- \| -- \| --- \| --- \| ------------------- \| ------------ \| \| 1977 \| 26 \| 11 \| 0 \| 15 \| 45 \| 59 \| -14 \| 106 \| 4º División del Sur \| - \| PJ = Partidos Jugados; PG = Partidos Ganados; PE = Partidos Empatados; PP = Partidos Perdidos; GF = Goles a Favor; GC = Goles en Contra; PTS = Puntos |    |    |    |    |    |    |     |     |                     |              |
| Temporada | PJ | PG | PE | PP | GF | GC | DIF | PTS | Posición            | Postemporada |
| 1977 | 26 | 11 | 0  | 15 | 45 | 59 | -14 | 106 | 4º División del Sur | -            |